# Параметр форми
У теорії ймовірностей і статистиці параметр форми є числовим параметром із сімейства параметричних розподілів ймовірностей , який не є ні коефіцієнтом зсуву ні коефіцієнтом масштабу (ані їх функцією як, наприклад, параметр швидкості). Такий параметр повинен впливати на форму розподілу, а не просто зміщувати його (як це робить параметр розташування) або розтягувати/згортати (як це робить параметр масштабу).

## Оцінка
Багато оцінок вимірюють зсув або масштаб; однак існують також оцінки параметрів форми. Найпростіше, їх можна оцінити використовуючи моменти вищих порядків, такі як асиметрія (3-й момент) або ексцес (4-й момент), якщо ці вищі моменти визначені і скінченні. Оцінки форми часто включають статистику вищого порядку (нелінійні функції), як у вищих моментах, але існують і лінійні оцінки, такі як L-моменти . Також можна використовувати оцінку максимальної правдоподібності.

## Приклади
Наступні неперервні розподіли ймовірностей мають параметр форми:
- Бета-розповсюдження
- Ексгаусів розподіл
- Експоненційний розподіл потужності
- Розподіл Фреше
- Гамма-розподіл
- Узагальнений розподіл екстремальних значень
- Логістичний розподіл
- Розподіл Log-t
- Обернений гамма-розподіл
- Обернений розподіл Гаусса
- Розподіл Парето
- Розподіл Пірсона
- Асиметричний нормальний розподіл
- Логнормальний розподіл
- Т-розподіл Стьюдента
- Лямбда розподіл Тьюкі
- Розподіл Вейбулла
- Розподіл Мукерджі-іслам

Наступні безперервні розподіли навпаки не мають параметра форми, їх форма є фіксованою, змінюється лише їхнє розташування або масштаб (або обидва). Звідси випливає, що асиметрія та ексцес (якщо вони існують) цих розподілів є константами, оскільки асиметрія та ексцес не залежать від коефіцієнтів зсуву та масштабу.
- Експоненційний розподіл
- Розподіл Коші
- Логістичний розподіл
- Нормальний розподіл
- Розподіл підвищеного косинуса
- Рівномірний розподіл
- Розподіл півколом Вігнера